# Théâtre du Panthéon
Le théâtre du Panthéon est une ancienne salle de spectacle parisienne située au 96 rue Saint-Jacques (5e arr.), inaugurée en 1832 et fermée en 1844. Le percement de la rue des Écoles en 1854 passe par son emplacement. 

## Histoire
La salle est édifiée en 1831 sur les vestiges de l'égliseSaint-Benoît-le-Bétourné par l'architecte Alexandre Bourla à la demande d'Éric Bernard, acteur de l'Odéon. Elle est inaugurée le 18 mars 1832 avec un vaudeville de Thomas Sauvage, Un panorama. Bernard s'est entouré d'une douzaine d'acteurs avec lesquels il va créer près d'une cinquantaine d'ouvrages en un an. Cette prodigalité le conduit à la faillite et il cède finalement sa place en février 1833 à MM. Georges et Pierre Perrin fils. Malgré les débuts prometteurs de la petite Julie Bernat, les nouveaux gérants jettent l'éponge au bout de deux mois.
Le 1er septembre 1835, le théâtre rouvre sous la direction d'un certain Tard, qui a entièrement renouvelé la troupe. L'entreprise est si florissante que Tard se voit proposer l'année suivante la direction de l'Odéon. Il est remplacé en septembre 1836 par l'auteur dramatique Théodore Nezel qui oriente la programmation vers la comédie. En avril 1839, Nezel cède son fauteuil à l'un de ses pensionnaires, Dubourjal. Celui-ci engage entre autres Aline Duval, transfuge du théâtre Comte. La jeune comédienne remporte un tel succès qu'elle ne tarde pas à être débauchée par le directeur du Palais-Royal. À la suite d'un différend financier, Dubourjal est licencié par le propriétaire des murs (et du privilège qui lui est associé) en avril 1841.
En septembre, la salle est confiée à l'acteur Oscar Pichat mais celui-ci renonce en février 1842 en faveur du propriétaire, Houy, qui poursuit l'expérience.  En février 1843, le journal L'Opéra écrit que ce théâtre "roule sur des monceaux d'or" mais Houy arrête en avril 1843. Deux autres acteurs, Blanchard et Braux, tentent une ultime résurrection en septembre 1843, sans succès. Pour l'année 1843, le théâtre assura cependant la représentation de 22 pièces selon les décomptes du journal La France théâtrale dans son numéro du janvier 1844. Le ministère profite de leur départ en avril 1844 pour mettre un terme au privilège et imposer une fermeture définitive.
Laissé à l'abandon, le bâtiment est rasé en 1854 pour permettre le percement de la rue des Écoles.

## Répertoire
- 1832 : La Mort du Roi de Rome, drame en un acte de d'Ornoy (26 août)
- 1836 : Geneviève ou la Grisette de province, drame en 4 actes  mêlé de chant de Léon Halévy et Jaime (5 novembre)
- 1840 : La Guimard, comédie en 1 acte mêlée de couplets de Durantin (16 juin)
- 1840 : L'Auberge du crime ou les Canards, vaudeville en 1 acte de Durantin et Théophile Deyeux (13 décembre)
- 1842 : Les Amours d'un rat, vaudeville en 1 acte de Durantin et Jules de Rieux (21 février)